# Vera Schmiterlöw
Alice Vera Cecilia Charlotta Schmiterlöw (Varberg, 19 luglio 1904 – Stoccolma, 9 settembre 1987) è stata un'attrice svedese.
Studiò recitazione dal 1921 al 1924 presso il Teatro Reale Drammatico (Dramaten), dove conobbe la compagna di classe Greta Garbo con la quale si sviluppò una lunga amicizia. La corrispondenza intima tra le due è salvata negli archivi nazionali di Svezia. Dal 1927 al 1932 lavorò soprattutto in Germania, dove apparve in numerosi film. Vera Schmiterlöw è la sorellastra dell'artista Bertram Schmiterlöw.

## Filmografia
| - 1920: Bodekungen - 1922: Thomas Graals myndling - 1923: Andersson, Pettersson och Lundström - 1924: När millionerna rullar… - 1924: 33.333 - 1925: Styrman Karlssons flammor - 1926: Mordbrännerskan - 1926: Die gestohlene Sensation (Hon, han och Andersson) - 1926: Was ist los im Zirkus Beely? - 1927: Drottningen av Pellagonien - 1927: Der Fahnenträger von Sedan - 1927: Ihr letztes Liebesabenteuer (Their Last Love Affair) - 1927: Eine kleine Freundin braucht jeder Mann - 1928: Frau Sorge (Dame Clare) - 1928: Jahrmarkt des Lebens | - 1928: Wenn die Mutter und die Tochter… - 1928: Am Rüdesheimer Schloss steht eine Linde - 1928: Mädchenschicksale - 1929: Bruder Bernhard / Der Eremit - 1929: Wenn der weiße Flieder wieder blüht - 1929: The Black Domino - 1929 We Stick Together Through Thick and Thin - 1929: Hrích - 1929: Die Flucht vor der Liebe - 1929: Sein bester Freund - 1929 Brother Bernhard - 1930: Alimente - 1931: Das Schicksal einer schönen Frau / Madame Blaubart - 1931: En kvinnas morgondag - 1934: Unga hjärtan - 1975: Släpp fångarne loss, det är vår! |